# Chlorure de samarium(III)
Le chlorure de samarium(III) ou trichlorure de samarium est une substance cristalline composée de chlore et de samarium. C'est un sel jaune pâle qui absorbe rapidement l'eau pour former un hexahydrate, SmCl3.6H2O. Le composé a peu d'applications pratiques mais est utilisé en laboratoire pour la recherche sur les nouveaux composés de samarium.

## Structure
Comme plusieurs chlorures apparentés des lanthanides et des actinides, SmCl3 cristallise dans la structure UCl3. Les centres Sm3+ sont en coordinence neuf, occupant des sites prismatiques trigonaux avec des ligands chlorure supplémentaires occupant les trois faces carrées.

## Préparation et réactions
SmCl3 est souvent préparé par la "voie du chlorure d'ammonium", qui comprend la synthèse préalable de (NH4)2[SmCl5]. Ce composé peut être préparé à partir de composés de départ courants à une température de réaction de 230 °C à partir de l'oxyde de samarium :
10 NH4Cl  +  Sm2O3  →  2 (NH4)2[SmCl5]  +  6 NH3 + 3 H2O
Le pentachlorure est ensuite chauffé à 350-400 °C, ce qui entraîne le dégagement de chlorure d'ammonium et laisse un résidu de trichlorure anhydre :
(NH4)2[SmCl5]  →  2 NH4Cl  +  SmCl3
Il peut également être préparé à partir du samarium métallique et de l'acide chlorhydrique, :
2 Sm + 6 HCl  → 2 SmCl3 + 3 H2
Des solutions aqueuses de chlorure de samarium(III) peuvent être préparées en dissolvant du samarium métallique ou du carbonate de samarium dans l'acide chlorhydrique.
Le chlorure de samarium(III) est un acide de Lewis modérément fort, classé comme "dur" selon la théorie HSAB. Des solutions aqueuses de chlorure de samarium peuvent être utilisées pour préparer le trifluorure de samarium :
SmCl3  + 3 KF   →   SmF3 + 3 KCl

## Utilisation
Le chlorure de samarium(III) est utilisé pour la préparation du samarium métallique, qui a une variété d'utilisations, notamment dans les aimants. Du SmCl3 anhydre est mélangé avec du chlorure de sodium ou du chlorure de calcium pour donner un mélange eutectique à bas point de fusion. L'électrolyse de cette solution de sel fondu donne le métal libre.

### En laboratoire
Le chlorure de samarium(III) peut aussi être utilisé comme point de départ pour la préparation d'autres sels de samarium. Le chlorure anhydre est utilisé pour préparer des composés organométalliques du samarium, tels que les complexes bis(pentaméthylcyclopentadiényl)alkylsamarium(III).

## Solubilité dans l'eau

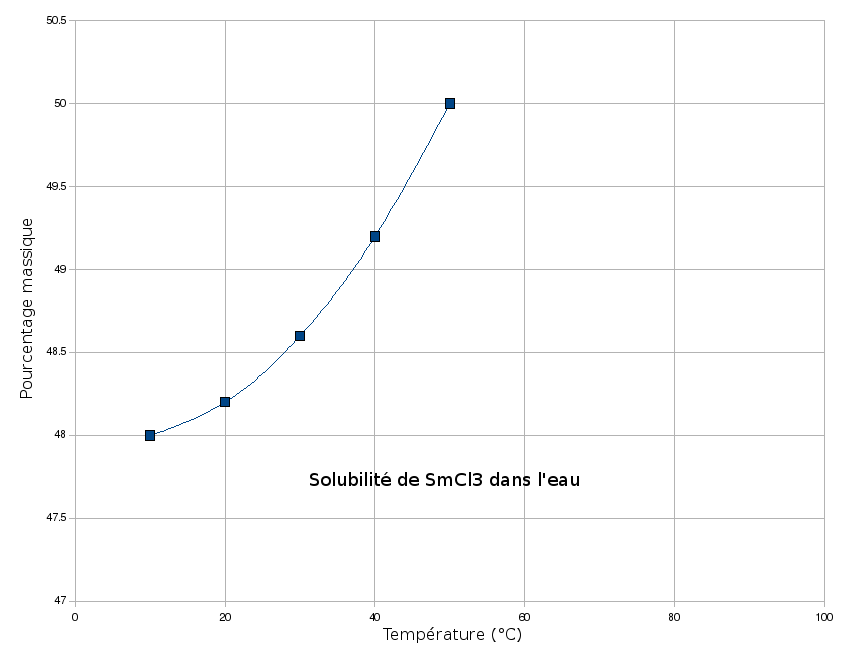
Solubilité dans l'eau